# Obština Mirkovo
Obština Mirkovo (bulharsky Община Мирково) je bulharská jednotka územní samosprávy v Sofijské oblasti. Leží v západním Bulharsku, na severu Zlaticko-pirdopské kotliny, jedné ze Zabalkánských kotlin, na jižních svazích Staré planiny a zčásti i na svazích Sredné gory. Správním střediskem je ves Mirkovo, kromě ní zahrnuje obština 5 vesnic. Žijí zde necelé 2 tisíce stálých obyvatel.

## Sídla
- Benkovski
- Bunovo[p 1]
- Chvărčil[p 2]
- Kamenica
- Mirkovo (sídlo správy)
- Smolsko[p 1]

## Sousední obštiny
| Růžice kompasu | Gorna Malina | Etropole        | Čelopeč | Růžice kompasu |
| Růžice kompasu | Elin Pelin   | Sever           | Čavdar  | Růžice kompasu |
| Růžice kompasu | Elin Pelin   | Obština Mirkovo | Čavdar  | Růžice kompasu |
| Růžice kompasu | Elin Pelin   | Jih             | Čavdar  | Růžice kompasu |
| Růžice kompasu | Ichtiman     | Panagjurište    | Zlatica | Růžice kompasu |

## Obyvatelstvo
V obštině žije 1 965 stálých obyvatel a včetně přechodně hlášených obyvatel 2 175. Podle sčítáni 1. února 2011 bylo národnostní složení následující:
- Bulhaři: 2 227 (92.7 %)
- Romové: 152 (6.3 %)
- Turci: 8 (0.3 %)
- ostatní: 15 (0.6 %)